# Reilhac (Cantal)
Pour les articles homonymes, voir Reilhac.
Reilhac est une commune française, située dans le département du Cantal en région d'Auvergne-Rhône-Alpes.

## Géographie
Cette commune est voisine à l'ouest et au sud de celles de Crandelles et de Naucelles ;  elle est séparée au nord de la commune de Jussac et de la haute vallée de l'Authre par une petite montagne basaltique boisée (alt. 712 mètres) et un col où passait l'ancien chemin royal d'Aurillac à Mauriac, et à l'est de celle de Saint-Simon et de la vallée de la Jordanne par la montagne où se trouvait l'ancien oppidum de Saint-Jean-de-Dône (alt. 828 m).
Son territoire comprend une partie de la vallée de l'Authre et de son versant ouest dans lequel se trouvent deux vallons qui remontent vers le plateau de Dône : le vallon de Vaureilles où il y a La Réginie et Tourtoulou, et celui de Reilhaguet, arrosé par la Baïsse, qui prend sa source, au-delà de Labeau, près de La Bastide à 905 mètres d'altitude sur la commune de Saint-Simon, et qui se jette dans l'Authre à Lagarde.
Sa superficie était d'environ mille hectares, dont la moitié de plaine, et la moitié de près de montagne qui sont séparées les uns des autres par des tertres plantés de haies d'arbres. Les versants au sud sont beaucoup plus recherchés, ils sont arrosés par de nombreuses sources.

À cette surface, il faudrait ajouter les terres d'estive que les principales fermes possèdent en montagne et où elles ont des burons, sur d'autres communes comme Girgols.
Le village de Reilhaguet comprend plusieurs maisons attestées au XIVe siècle.

Le vallon de Vaureilles, soit environ 200 hectares, a été conservé par Naucelles lorsque les deux communes, qui avaient été fusionnées, ont été à nouveau séparées.
Les communes limitrophes sont  Crandelles, Jussac, Naucelles et Saint-Simon.
|            | Jussac    |             |
| Crandelles | Reilhac   | Saint-Simon |
| Ytrac      | Naucelles |             |

### Climat
Pour des articles plus généraux, voir Climat d'Auvergne-Rhône-Alpes et Climat du Cantal.
En 2010, le climat de la commune est de type climat de montagne, selon une étude du CNRS s'appuyant sur une série de données couvrant la période 1971-2000. En 2020, Météo-France publie une typologie des climats de la France métropolitaine dans laquelle la commune est exposée à un climat de montagne ou de marges de montagne et est dans la région climatique Ouest et nord-ouest du Massif Central, caractérisée par une pluviométrie annuelle de 900 à 1 500 mm, maximale en automne et en hiver.
Pour la période 1971-2000, la température annuelle moyenne est de 10,1 °C, avec une amplitude thermique annuelle de 15,4 °C. Le cumul annuel moyen de précipitations est de 1 440 mm, avec 13,2 jours de précipitations en janvier et 8,1 jours en juillet. Pour la période 1991-2020, la température moyenne annuelle observée sur la station météorologique de Météo-France la plus proche, sur la commune d'Aurillac à 5 km à vol d'oiseau, est de 10,5 °C et le cumul annuel moyen de précipitations est de 1 134,7 mm,. Pour l'avenir, les paramètres climatiques de la commune estimés pour 2050 selon différents scénarios d'émission de gaz à effet de serre sont consultables sur un site dédié publié par Météo-France en novembre 2022.

## Urbanisme

### Typologie
Au 1er janvier 2024, Reilhac est catégorisée bourg rural, selon la nouvelle grille communale de densité à 7 niveaux définie par l'Insee en 2022.
Elle est située hors unité urbaine. Par ailleurs la commune fait partie de l'aire d'attraction d'Aurillac, dont elle est une commune de la couronne,. Cette aire, qui regroupe 85 communes, est catégorisée dans les aires de 50 000 à moins de 200 000 habitants,.

### Occupation des sols
L'occupation des sols de la commune, telle qu'elle ressort de la base de données européenne d’occupation biophysique des sols Corine Land Cover (CLC), est marquée par l'importance des territoires agricoles (79,2 % en 2018), en diminution par rapport à 1990 (82,8 %). La répartition détaillée en 2018 est la suivante : 
prairies (53,1 %), zones agricoles hétérogènes (26,2 %), forêts (11,6 %), zones urbanisées (8,8 %), milieux à végétation arbustive et/ou herbacée (0,5 %). L'évolution de l’occupation des sols de la commune et de ses infrastructures peut être observée sur les différentes représentations cartographiques du territoire : la carte de Cassini (XVIIIe siècle), la carte d'état-major (1820-1866) et les cartes ou photos aériennes de l'IGN pour la période actuelle (1950 à aujourd'hui).

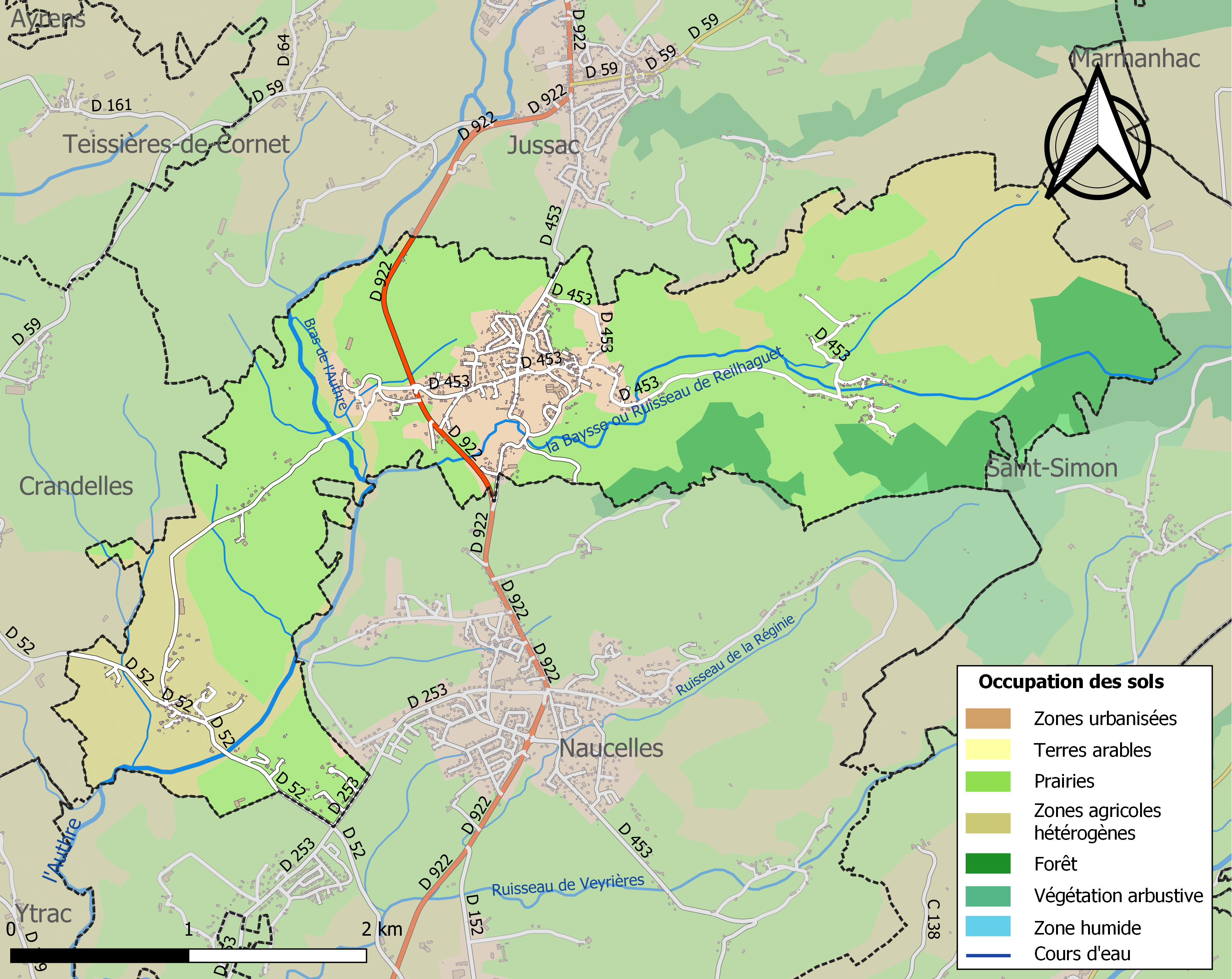
Carte des infrastructures et de l'occupation des sols de la commune en 2018 (CLC).

### Habitat et logement
En 2018, le nombre total de logements dans la commune était de 481, alors qu'il était de 457 en 2013 et de 426 en 2008.
Parmi ces logements, 89,2 % étaient des résidences principales, 4,5 % des résidences secondaires et 6,3 % des logements vacants. Ces logements étaient pour 96,5 % d'entre eux des maisons individuelles et pour 3,3 % des appartements.
Le tableau ci-dessous présente la typologie des logements à Reilhac en 2018 en comparaison avec celle du Cantal et de la France entière. Une caractéristique marquante du parc de logements est ainsi une proportion de résidences secondaires et logements occasionnels (4,5 %) inférieure à celle du département (20,4 %) mais supérieure à celle de la France entière (9,7 %). Concernant le statut d'occupation de ces logements, 88,5 % des habitants de la commune sont propriétaires de leur logement (89,5 % en 2013), contre 70,4 % pour le Cantal et 57,5 pour la France entière.
| Typologie                                               | Reilhac | Cantal | France entière |
| ------------------------------------------------------- | ------- | ------ | -------------- |
| Résidences principales (en %)                           | 89,2    | 67,7   | 82,1           |
| Résidences secondaires et logements occasionnels (en %) | 4,5     | 20,4   | 9,7            |
| Logements vacants (en %)                                | 6,3     | 11,9   | 8,2            |

## Toponymie
Son nom Regulacum, littéralement la villa de Regulus, indique à l'origine une villa gallo-romaine.

## Histoire
Reilhac comptait dans les domaines donnés par saint Géraud à l'abbaye d'Aurillac.
Pendant la Révolution française, les château et domaine de Messac sont confisqués et vendus en 1792 comme bien national à Claire de Sistrières. Les trois prêtres assermentés de Reihlac ont été persécutés parce qu'ils s'étaient rétractés.
Le 1er décembre 1972, elle est rattachée à Naucelles qui prend le nom de Naucelles-Reilhac. Elle est rétablie le 1er janvier 1983.

## Politique et administration

### Liste des maires
| Période                                  | Période                  | Identité             | Étiquette | Qualité                    |
| ---------------------------------------- | ------------------------ | -------------------- | --------- | -------------------------- |
| 1944                                     | 1947                     | Henri Maury          |           |                            |
| 1947                                     | 1965                     | Jean Richard         |           |                            |
| 1965                                     | 1969                     | Pierre Serpeau       |           |                            |
| 1968                                     | 1971                     | Pierre Mas           |           |                            |
| 1971                                     | 1977                     | André Martinet       |           | commerçant à Aurillac      |
| 1977                                     | 1989                     | Marie-Louise Serpeau |           | comptable                  |
| 1989                                     | En cours (au 30/05/2020) | Jean-Pierre Picard   | PS        | Retraité Fonction publique |
| Les données manquantes sont à compléter. |                          |                      |           |                            |

## Population et société

### Démographie

#### Évolution démographique
L'évolution du nombre d'habitants est connue à travers les recensements de la population effectués dans la commune depuis 1793. Pour les communes de moins de 10 000 habitants, une enquête de recensement portant sur toute la population est réalisée tous les cinq ans, les populations de référence des années intermédiaires étant quant à elles estimées par interpolation ou extrapolation. Pour la commune, le premier recensement exhaustif entrant dans le cadre du nouveau dispositif a été réalisé en 2005.

En 2022, la commune comptait 1 094 habitants, en évolution de −0,55 % par rapport à 2016 (Cantal : −1,08 %, France hors Mayotte : +2,11 %).
| 1793 | 1800 | 1806 | 1821 | 1831 | 1836 | 1841 | 1846 | 1851 |
| ---- | ---- | ---- | ---- | ---- | ---- | ---- | ---- | ---- |
| 813  | 724  | 794  | 855  | 737  | 745  | 679  | 720  | 664  |

| 1856 | 1861 | 1866 | 1872 | 1876 | 1881 | 1886 | 1891 | 1896 |
| ---- | ---- | ---- | ---- | ---- | ---- | ---- | ---- | ---- |
| 660  | 652  | 632  | 657  | 618  | 566  | 566  | 531  | 554  |

| 1901 | 1906 | 1911 | 1921 | 1926 | 1931 | 1936 | 1946 | 1954 |
| ---- | ---- | ---- | ---- | ---- | ---- | ---- | ---- | ---- |
| 503  | 458  | 445  | 415  | 424  | 397  | 352  | 407  | 411  |

| 1962 | 1968 | 1982 | 1990 | 1999 | 2005 | 2006 | 2010  | 2015  |
| ---- | ---- | ---- | ---- | ---- | ---- | ---- | ----- | ----- |
| 463  | 538  | 768  | 901  | 957  | 983  | 989  | 1 064 | 1 093 |

| 2020  | 2022  | - | - | - | - | - | - | - |
| ----- | ----- | - | - | - | - | - | - | - |
| 1 089 | 1 094 | - | - | - | - | - | - | - |

#### Pyramide des âges
La population de la commune est plus jeune que celle du département. En 2021, le taux de personnes d'un âge inférieur à 30 ans s'élève à 28,6 %, soit un taux supérieur à la moyenne départementale (26,5 %). À l'inverse, le taux de personnes d'un âge supérieur à 60 ans (34,3 %) est inférieur au taux départemental (36,6 %).
En 2021, la commune comptait 541 hommes pour 548 femmes, soit un taux de 50,32 % de femmes, inférieur au taux départemental (51,1 %).
Les pyramides des âges de la commune et du département s'établissent comme suit :
| Hommes | Classe d’âge | Femmes |
| ------ | ------------ | ------ |
| 1,9    | 90 ou +      | 3,5    |
| 10,1   | 75-89 ans    | 16     |
| 19,4   | 60-74 ans    | 17,7   |
| 19,8   | 45-59 ans    | 20,8   |
| 16,2   | 30-44 ans    | 17,4   |
| 13,6   | 15-29 ans    | 9,6    |
| 19     | 0-14 ans     | 15     |

| Hommes | Classe d’âge | Femmes |
| ------ | ------------ | ------ |
| 1,2    | 90 ou +      | 3,1    |
| 10,1   | 75-89 ans    | 13,5   |
| 22,9   | 60-74 ans    | 22,6   |
| 21,8   | 45-59 ans    | 20,5   |
| 16,1   | 30-44 ans    | 15,2   |
| 13,8   | 15-29 ans    | 11,9   |
| 14,2   | 0-14 ans     | 13,3   |

## Culture locale et patrimoine

### Lieux et monuments

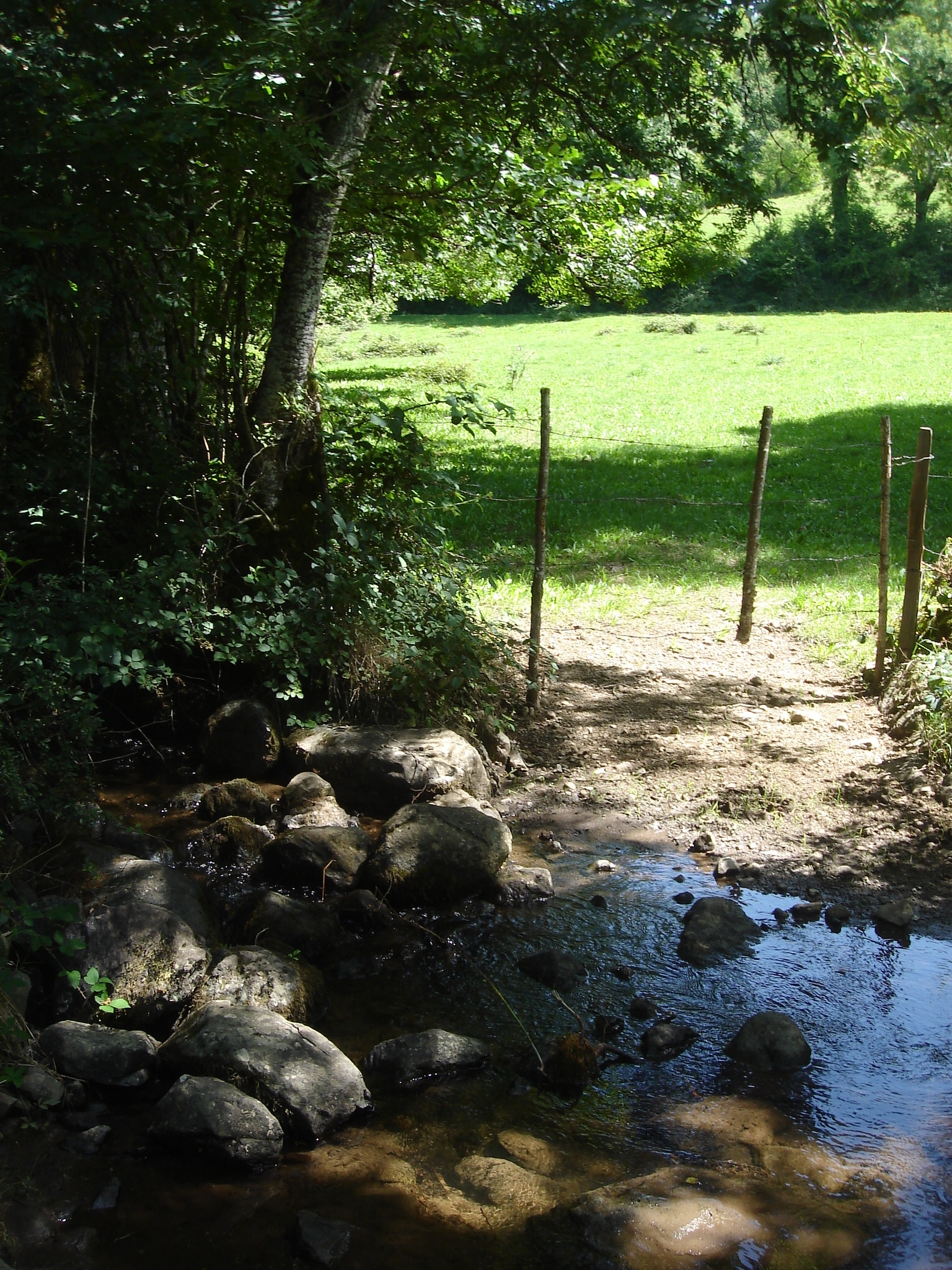
Ruisseau de la Baïsse.

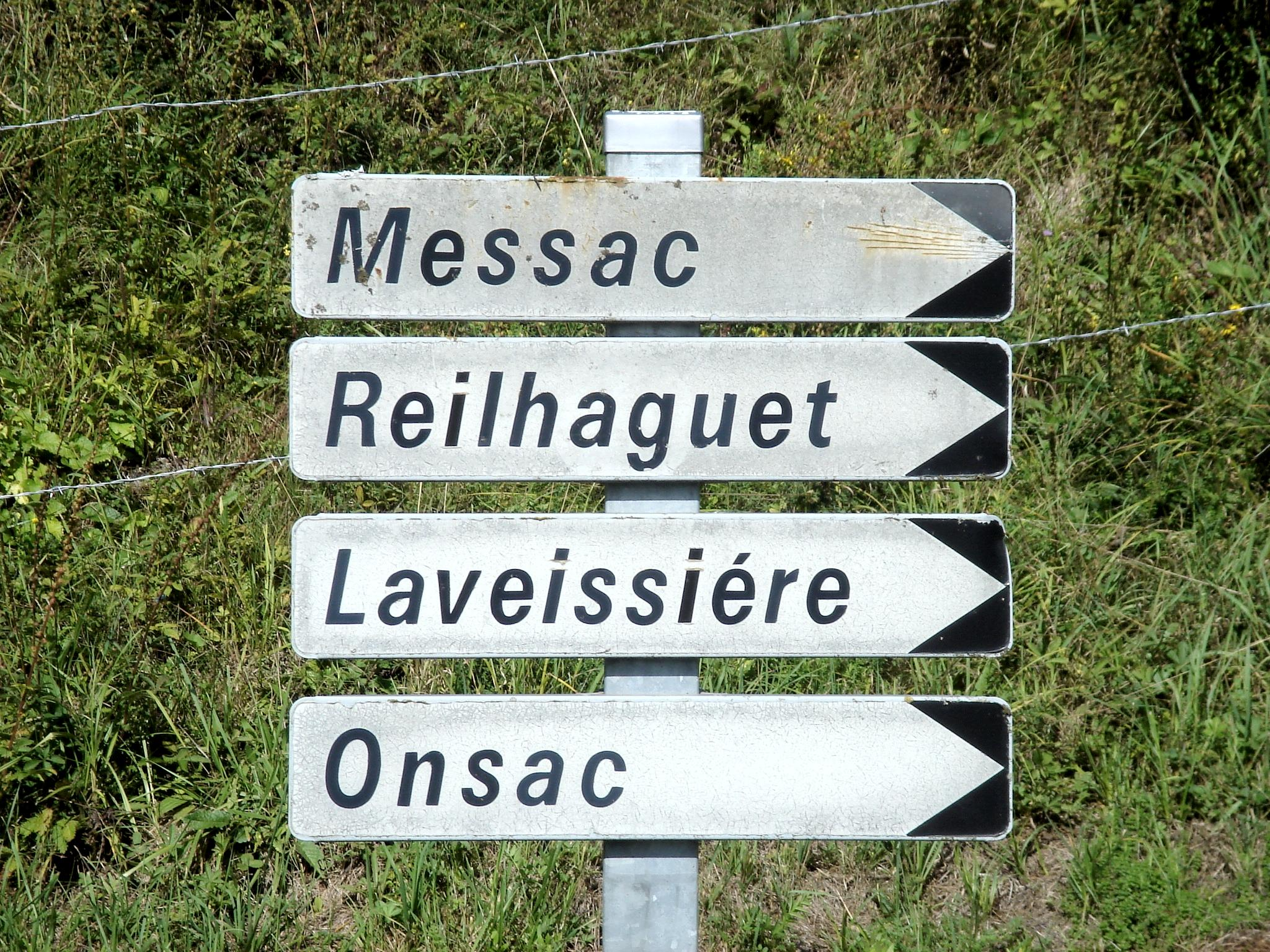

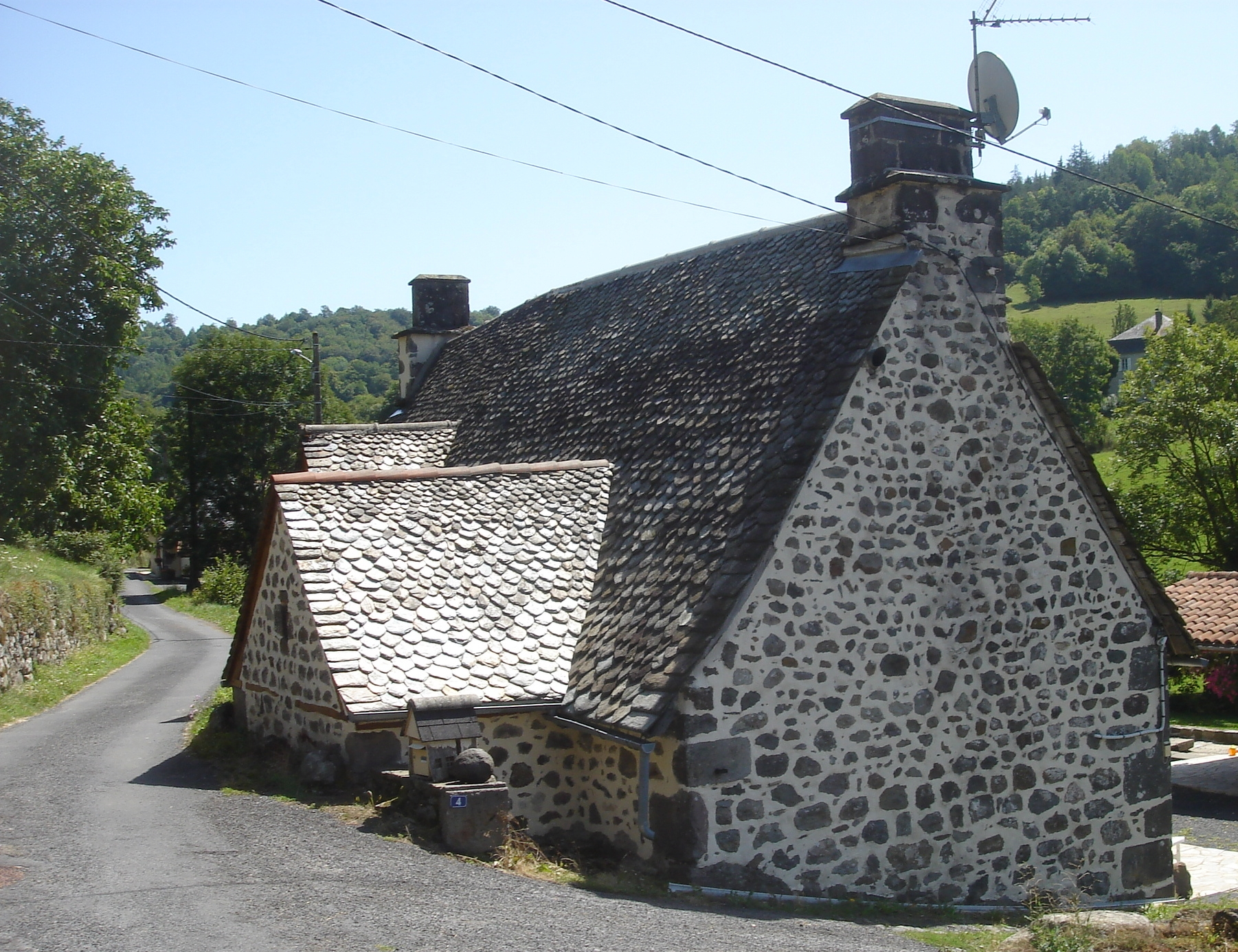
Maison, au village de Reilhaguet.

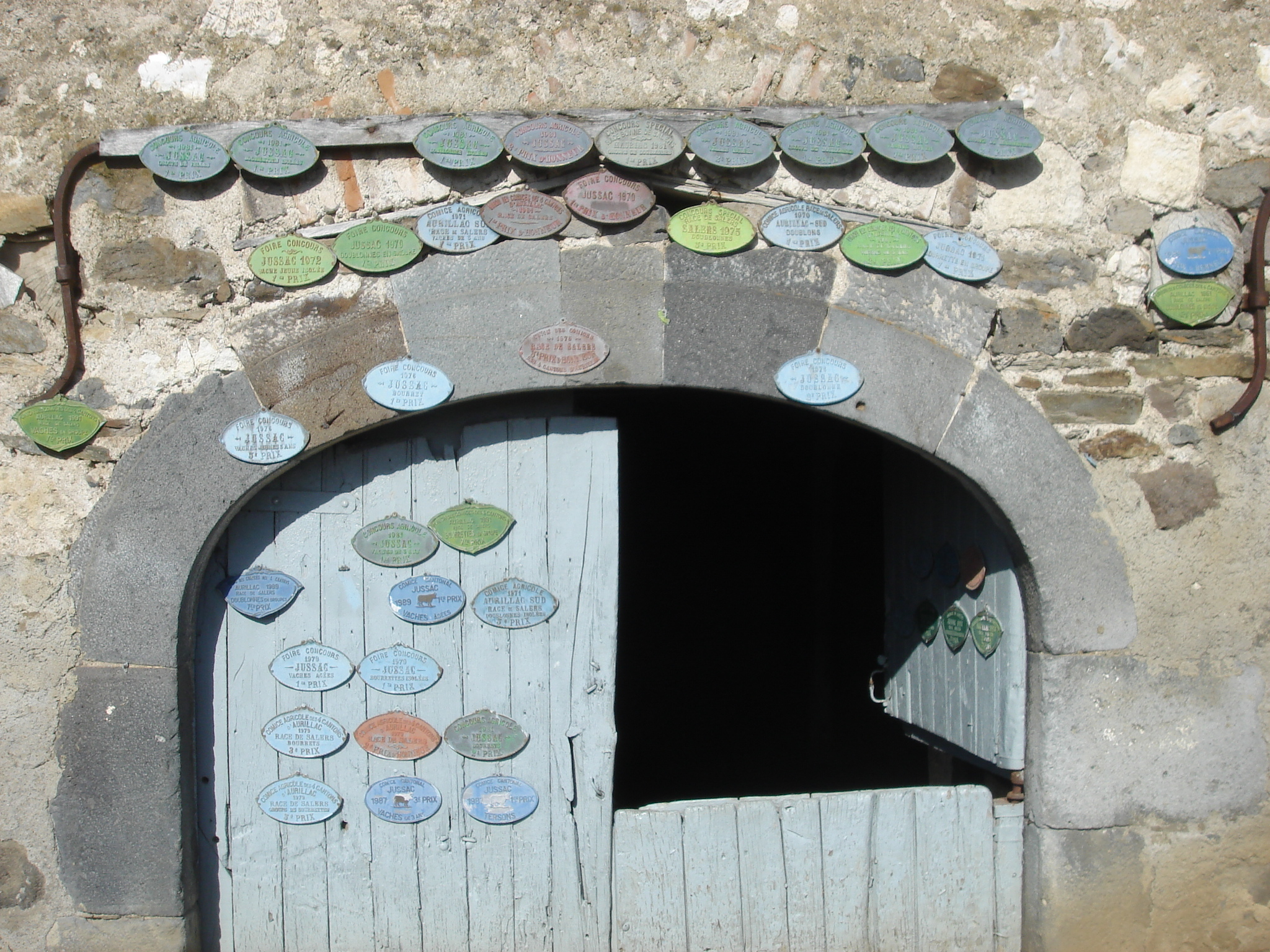
Étable de la ferme de Messac.

- Le bourg, où se trouvent l'église paroissiale Saint-Laurent, la mairie, l'école, le café-épicerie. Il comporte quelques anciennes maisons, et il a été agréablement aménagé autour de la nouvelle mairie et de l'ancien presbytère, avec une fontaine et un mail ombragé de tilleuls qui bordent l'école ;
- Brousse: village sur une hauteur située sur la rive gauche de l'Authre ;
- Broussette : château avec chapelle, ferme et moulin sur l'Authre. Le château de Broussette est construit à partir d'une tour carrée du XIVe siècle  (IMH) qui ressemble à celle de Pesteils. Chapelle (IMH)) construite vers 1335 par Eustache Fabri, bailli des Montagnes d'Auvergne, fils de Benoît, ingénieur de l'artillerie du Louvre, décédé en 1354, puis par successions aux familles de Cayrac, de Veyre, de Roquemaurel, de La Garde de Saignes ; À partir de la fin du XVIIIe siècle, il est ensuite possédé par la famille Delzons.
- La Cam ;
- Cap-del-Couderc: partie ouest du bourg ;
- Capelle; hameau situé entre La Garde et Brousse, sur la rive gauche de l'Authre ;
- Le cimetière est situé en haut du bourg : plusieurs belles tombes anciennes en basalte mériteraient une conservation. On trouve en contrebas l'entrée du chemin de crête qui conduit à Lavayssière et à Roudadou. Il a été aménagé et balisé pour les randonneurs ; il permet de rejoindre le village de  Saint-Jean-de-Dône ou celui de Tourtoulou par Reilhaguet.
- Église paroissiale de style roman, dédiée à saint Laurent (ISMH) ;
- Lagarde : hameau qui est situé près de la confluence de la Baïsse et de l'Authre et qui surveillait le pont d'Esclauzel ;
- Lasplagne : hameau près du pont sur la Baïse ;
- Jonquières ;
- Les Landes : lotissement communal sur la route de Jussac ;
- Long-Camp ;
- Messac : château avec ferme et nouveau lotissement, situés en contrebas du bourg. Le château de Messac est ancien, mais fortement remanié avec une tour ronde du XIIIe siècle qui était le siège d'une justice locale jusqu'au début du  XVIIe siècle. Famille de chevaliers, puis par succession aux familles du Crozet de Bellestat, de La Garde de Saignes. Ensuite aux familles de Caissac, de Méallet de Fargues, puis Prax et Maitrier. Sa ferme possédait une Montagne à Girgols avec un buron.
- Onzac: hameau sur la crête dominant Jussac et Reilhaguet ;
- La Réginie : hameau avec château (territoire rattaché à Naucelles) ;
- Château de Reilhac, situé sur le puech boisé qui domine le bourg et d'où il surveillait l'ancienne voie d'Aurillac à Mauriac : il a disparu depuis longtemps; Sa source a été canalisée pour alimenter Messac ; Une  borne milliaire de l'ancien chemin royal subsiste au niveau du col vers Jussac, mais elle a été déplacée de l'autre côté de la route pour faciliter l'accès au lotissement communal.
- Reilhaguet : village situé sur la partie haute de la vallée de la Baïse ;
- Tourtoulou : ancien fief avec château qui a donné son nom à une famille de chevaliers dont un rameau a donné un des premiers militants occitanistes, Charles de Tourtoulon. Le logis de la fin du  XVIe siècle a été construit par la famille Serieys qui l'a possédé depuis Antoine, bourgeois d'Aurillac qui achète le mas de Tourtoulou en 1465, jusqu'à Marguerite de Serieys mariée avec Philibert de Vigier qui le lègue à la famille Cambefort. Un oratoire y a été établi au deuxième étage vers 1740 par le RP Jacques Cambefort. Les héritiers de Joseph Cambefort et Elie Lacoste, François et Jean Baptiste, vendirent le domaine et ses dépendances avec le bétail à Pierre Boigues, propriétaire et marchand de métaux à Paris, le 18 messidor an VIII devant Me Channel à Aurillac (Cantal) moyennant la somme de 65 775 franc.[Inventaire après décès de Pierre Boigues, survenu à Paris le 20/5/1820, chez Me Deguingand, AN/MC/ET/XVI/101] Il est ensuite possédé pendant tout le XIXe siècle par la famille Durif. (territoire resté rattaché à Naucelles) ;
- La Vayssière: ferme située sur le versant sud et dominant le vallon de Reilhaguet.

### Personnalités liées à la commune

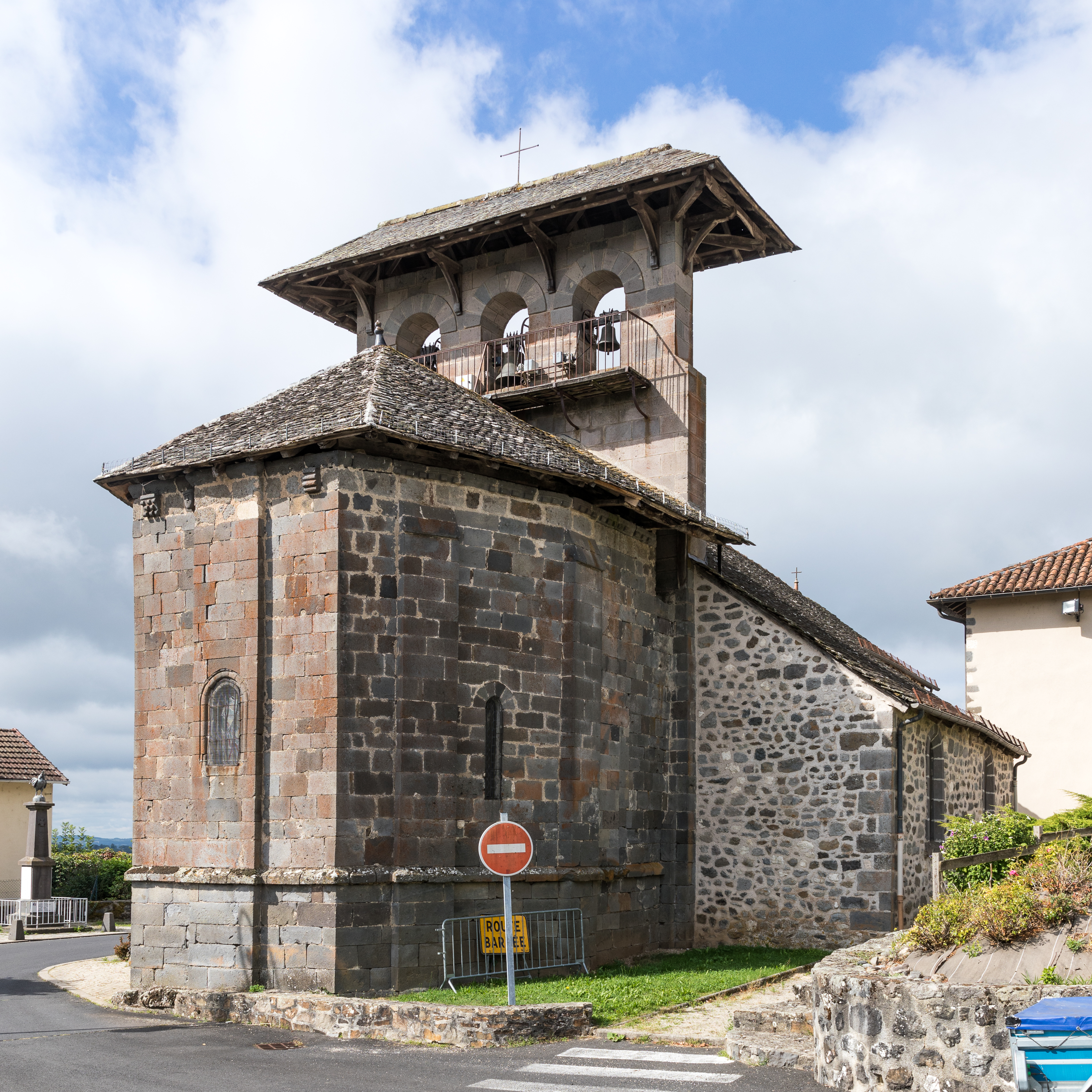
Église paroissiale romane.

- Géraud de Reilhac, fils de Gilbert II, vicomte de Carlat et d'Agnès de Mels, meurt en 1004[19].
- Astorg de Messac, chevalier, fils de Raymond, était gardien de la tour de Naucelles pour l'abbaye d'Aurillac. Il meurt à Messac en 1290 et veut être enterré à l'église des Cordeliers  (Notre-Dame-aux-Neiges).
- Benoit Fabri, fils de Guillaume Fabri, seigneur de Jussac, dirigeait les travaux de l'artillerie du Louvre, et habitait Broussette où son fils Eustache, bailli des Montagnes d'Auvergne, a fait construire la chapelle de Broussette en 1335. Il est enterré en 1354 dans une autre chapelle qu'il avait fondée à l'église de Saint-Paul-des-Landes.
- Antoine de Tourtoulou, a été assassiné en 1525 devant la grange de Roquenatou, sans doute par Nicolas de Caissac - son beau-frère - qui était seigneur de Messac. En 1523, d'après le procès-verbal de l'enquête criminelle, MM. de Beauclair, de Sedaiges, de Messilhac, de la Roque, de la Moissétie et de Tourtoulou avaient eu une violente dispute sur la place publique, devant la chapelle du château de Roquenatou (à  Marmanhac): Tourtoulou porta un coup de couteau appelé "manduiroune" à Bertand de Caissac, et prit la fuite. Ledit  sieur de Sedaiges le poursuivit l'épée à la main, mais affaibli par la perte de sang, il tomba sans connaissance et sa vie fut longtemps en danger. La famille de Tourtoulou quitta la région et s'établit en Languedoc où elle subsiste sous le nom de Toutoulon (voir Charles de Tourtoulon).
- Philibert de Vigier, secrétaire du roi Louis XIII, interprète en langue germanique, habitait à Tourtoulou qui appartenait à sa femme Marguerite Sérieys. N'ayant pas d'enfants, elle teste en 1648 en faveur de son cousin germain Jean Cambefort (1609-1655), conseiller au bailliage d'Aurillac, petit-fils d'Antoine et de Delphine Sérieys de Tourtoulou, dont l'autre fils François Cambefort était devenu ministre à la Cour de Constantinople, puis général des armées ottomanes.
- Jacques Cambefort, prieur de Maintenon, chapelain de la Maison de Noailles, chanoine d'Aurillac, habitait Toutoulou où il a établi un oratoire qui subsiste aujourd'hui.
- Alexandre Delzons (1800-1859), fils du Général d'Empire Alexis Joseph Delzons (1775-1812), était président du tribunal d'Aurillac. Il a fait d'importantes études historiques sur la région d'Aurillac au Moyen Âge.  Sa fille Aglaée, qui a passé son enfance à Broussette, a été la mère des trois frères Charmes.
- Henri Durif (1807-1881), juge de paix, historien du droit local, auteur avec Charles Nodier en 1847 de Voyage pittoresque dans l'Ancienne Auvergne et le Velay, puis en 1861 du Guide historique, archéologique, statistique et pittoresque du voyageur dans le département du Cantal, dédié à sa fille unique Berthe morte à vingt-trois ans en 1860 après avoir épousé Charles Prax (1821-1913). Sa sœur Marie était mariée au docteur Louis Laparra (1800-1855) longtemps maire de Marmanhac.
- Auguste Bancharel (1832-1889), écrivain et poète en langue occitane, directeur du journal L'Avenir du Cantal, réputé pour ses satyres politiques et sa plume acérée. C'est lui qui a fait découvrir la valeur de la langue d'Oc et le mouvement félibrige à  Arsène Vermenouze. (plaque de souvenir sur la façade de l'école).
- Henri Larroumets (1902-1989), colonel, commandeur de la Légion d'honneur.
- L'écrivain Maurice Prax (1881-1962), rédacteur en chef de La Vie Parisienne et du journal Le Matin, fondateurs en 1908 de La Veillée d'Auvergne, auteur de chroniques dont le style a inspiré Alexandre Vialatte, et dont certaines ont été recueillies en 1932 dans Auvergne et Auvergnats, réédité en 2006 avec les jolies illustrations de Victor Fonfreide. Il y évoque son enfance a Reilhac.